# Західна Двіна
За́хідна Двіна́ (рос. Западная Двина, біл. Заходняя Дзьвіна, латис. Daugava) — річка у Східній Європі, в Балтійському регіоні. Західна Двіна тече територією Росії, Білорусі і Латвії. Має виток на Валдайській височині, впадає в Ризьку затоку Балтійського моря. Довжина — 1020 км. Сточище — 87 900 км². Середня витрата води в гирлі близько 700 м³/сек. Живлення змішане, з переважанням снігового і великою часткою ґрунтового. Весняна повінь — від кінця березня до початку червня, літня межень уривається дощовими паводками, восени паводки частіші. Зимова межень з грудня до середини березня, але в окремі роки спостерігаються паводки, викликані відлигою.
З'єднана не діючою Березинською водною системою з річкою Дніпро.

## Назва
- Ве́на (лів. Vēna) — первинна назва лівською мовою.
- Да́угава (латис. Daugava;  лит. Dauguva; латг. Daugova) — балтська назва річки
- Двіна́, або Дзвіна (біл. Дзьвіна́; пол. Dźwina) — слов'янська назва річки.
- Дю́на (нім. і швед. Düna) — німецька назва річки.
- Ди́на (швед. Dyna) — старошведська назва, що походить від німецької.
- Західна Двіна (рос. Западная Двина, біл. Захо́дняя Дзьвіна́) — російська назва річки; на противагу річці Північна Двіна.

## Географія
Довжина річки — 1020 км, з яких 325 км припадає на Росію, 328 км — на Білорусію і 367 км — на Латвію.
Витікає з озера Корякіно на висоті 221,2 м над рівнем моря, після чого протікає через озеро Охват. Потім тече на південний захід, після Вітебська повертає на північний захід. Впадає у Ризьку затоку Балтійського моря в межах міста Риги, утворюючи ерозійну дельту у колишнього острова Мангальсала, який тепер є півостровом, оскільки гирло другого рукава було засипано в 1567 році.
Площа сточища — 87,9 тис. км² [5], щільність річкової мережі — 0,45 км/км², озерність — 3 %.
Долина річки трапецеїдальної форми, місцями глибоко врізана або невиразна. Ширина долини у верхній течії до 0,9 км, в середньому 1-1,5 км, в нижньому 5-6 км. Заплава переважно двостороння. Річище помірно звивисте, слабо розгалужене, місцями з порогами. Вище Вітебська вихід на поверхню девонських доломітів утворює пороги завдовжки 12 км.
Ширина річки за озером Охват — 15-20 метрів. Береги лісисті, помірно круті супіщані з валунами, на приморській рівнині низькі. Річище кам'янисте, з окремими перекатами й невеликими порогами.
На ділянці Андреаполь — Західна Двіна ширина річки збільшується до 50 метрів, а за містом Західна Двіна, подолавши ще одну порожисту ділянку, річка приймає великі притоки — Велесу, Торопу і Межу, після чого розширюється до 100 метрів.
За гирлом Межі — велика запань, призначена для збору лісу, що сплавляється Межею. Нижче запані річка тече у високих берегах, покритих змішаним лісом. Ліс зникає перед містом Веліж. За Веліжем річка судноплавна.
Між Латгальською і Аугшземською височинами Даугава протікає у давній долині. Тут ширина річки сягає 200 метрів. На ділянці від Краслави до Даугавпілса знаходиться природний парк «Даугавські луки». Минувши Даугавпілс, Даугава виходить на Східно-Латвійську низовину. Тут течія річки сповільнюється і береги стають низькими, через це під час весняного водопілля на цій ділянці часто утворюються крижані затори, що призводить до великих розливів.
Від Єкабпілс до Плявіняс Даугава тече в крутих берегах, зі стрімкими скелями, складеними з сірого доломіту. Особливо цікавою і красивою долина річки була від Плявіняс до Кегумс. У річищі було багато порогів і мілин. Береги прикрашали красиві скелі Олінькалнс, Авотиню-Калнс, Стабурагс. Після спорудження Плавінської ГЕС рівень води підвищився на 40 м і всю ділянку стародавньої долини було затоплено водами Плявінського водосховища.
Від Яунєлгава до Кегумс простягається водосховище Кегумської ГЕС, а у Саласпілса шлях річці перегороджує гребля Ризької ГЕС.
Нижче острова Долес річка тече по Приморській низовини. Тут її долину утворюють пухкі відкладення четвертинного періоду. Береги річки на цій ділянці низькі, а долина заповнена річковими відкладеннями. В районі Риги з'являються наносні піщані острови — Закюсала, Луцавсала, Кундзиньсала, Кіпсала тощо.
Ширина річки у ризьких мостів — близько 700 м, а в районі Мілгравіса досягає 1,5 км. Глибина річки становить тут приблизно 8-9 м. Середньорічна витрата води - 678 м³/с. Якість води на офіційних пляжах Риги відповідає нормам для купання.

## Історія

### Давнина та Середньовіччя
Ще з давніх часів Західна Двіна слугувала водним шляхом між Балтійським морем і внутрішніми районами Східної Європи. У добу раннього середньовіччя річка була частиною знаменитого торгового шляху «з варяг у греки», яким користувалися варяги (скандинави), руси та слов’янські племена.
У X–XII століттях річка була важливим водним шляхом для Київської Русі та служила кордоном між слов’янськими і балтійськими племенами. В її басейні розташовувалися міста та укріплення, що відігравали роль у боротьбі за контроль над регіоном.

### Хрестові походи та німецька колонізація
У XIII столітті нижня течія Західної Двіни стала ареною хрестових походів проти язичницьких балтійських народів. У 1201 році на березі річки було засновано місто Рига — майбутній центр Лівонського ордену. Орден поступово підпорядкував собі території вздовж річки, зокрема землі латгалів, селів та інших народів.

### Річ Посполита та Московське царство
У XVI–XVII століттях частина басейну Західної Двіни входила до складу Великого князівства Литовського та Речі Посполитої. Під час Лівонської війни (1558–1583) і пізніших конфліктів між Московською державою, Швецією та Польщею території вздовж річки неодноразово переходили з рук у руки.

### Російська імперія
Після поділів Речі Посполитої в кінці XVIII століття більша частина течії Західної Двіни опинилася під контролем Російської імперії. Річка використовувалася як важливий транспортний шлях, а також для лісосплаву та торгівлі.

### XX століття
У XX столітті річка проходила територіями кількох держав: СРСР, Польщі міжвоєнного періоду, Латвії та Білорусі. У роки Другої світової війни Західна Двіна мала стратегічне значення — по її берегах проходили фронти, вона слугувала як природна перешкода під час німецького наступу (операція «Барбаросса») та радянського контрнаступу.
Після війни річка опинилася в межах Латвійської, Білоруської та Російської РСР. Було споруджено кілька гідроелектростанцій, включно з Ризькою ГЕС, що змінило гідрологічний режим річки.

### Сучасність
Після розпаду СРСР Західна Двіна протікає територіями трьох незалежних держав: Росії, Білорусі та Латвії, впадаючи в Ризьку затоку Балтійського моря. Річка й сьогодні має важливе екологічне, економічне й культурне значення для регіону.

## Притоки
- Праві: Торопа, Усв'яча, Валинка, Шевінка, Оболь, Струнка, Полота, Дриса, Росиця, Дубна, Айвієксте, Персе, Огре
- Ліві: Велеса, Межа, Каспля, Лучоса, Бікложа, Улла, Ушача, Дісна, Друйка, Лауцеса, Кекавиня

## Міста
- Андреаполь
- Західна Двіна
- Веліж
- Сураж
- Руба
- Вітебськ
- Бешенковичі
- Улла
- Полоцьк
- Новополоцьк
- Дісна
- Верхньодвінськ
- Друя
- Краслава
- Даугавпілс
- Лівани
- Єкабпілс
- Плявіняс
- Айзкраукле
- Яун'єлгава
- Лієлварде
- Кегумс
- Огре (місто)
- Ікшкіле
- Саулкалне
- Саласпілс
- Рига

## ГЕС
діючі
- ГЕС Кегумс І, ІІ
- ГЕС Плавінас
- Ризька ГЕС
- Полоцька ГЕС
- Вітебська ГЕС

плановані
- Верхньодвінська ГЕС
- Бешенковичська ГЕС
- Даугавпілська ГЕС.
- Єкабпілська ГЕС